# Одіссей і сирени (картина Вотергауса)
«Одіссей і сирени» (англ. Ulysses and the Sirens — картина британського художника прерафаелітів Джона Вільяма Вотергауса, написана в 1891 році. Знаходиться у Національній галереї Вікторії в Мельбурні (Австралія) .

## Сюжет і опис

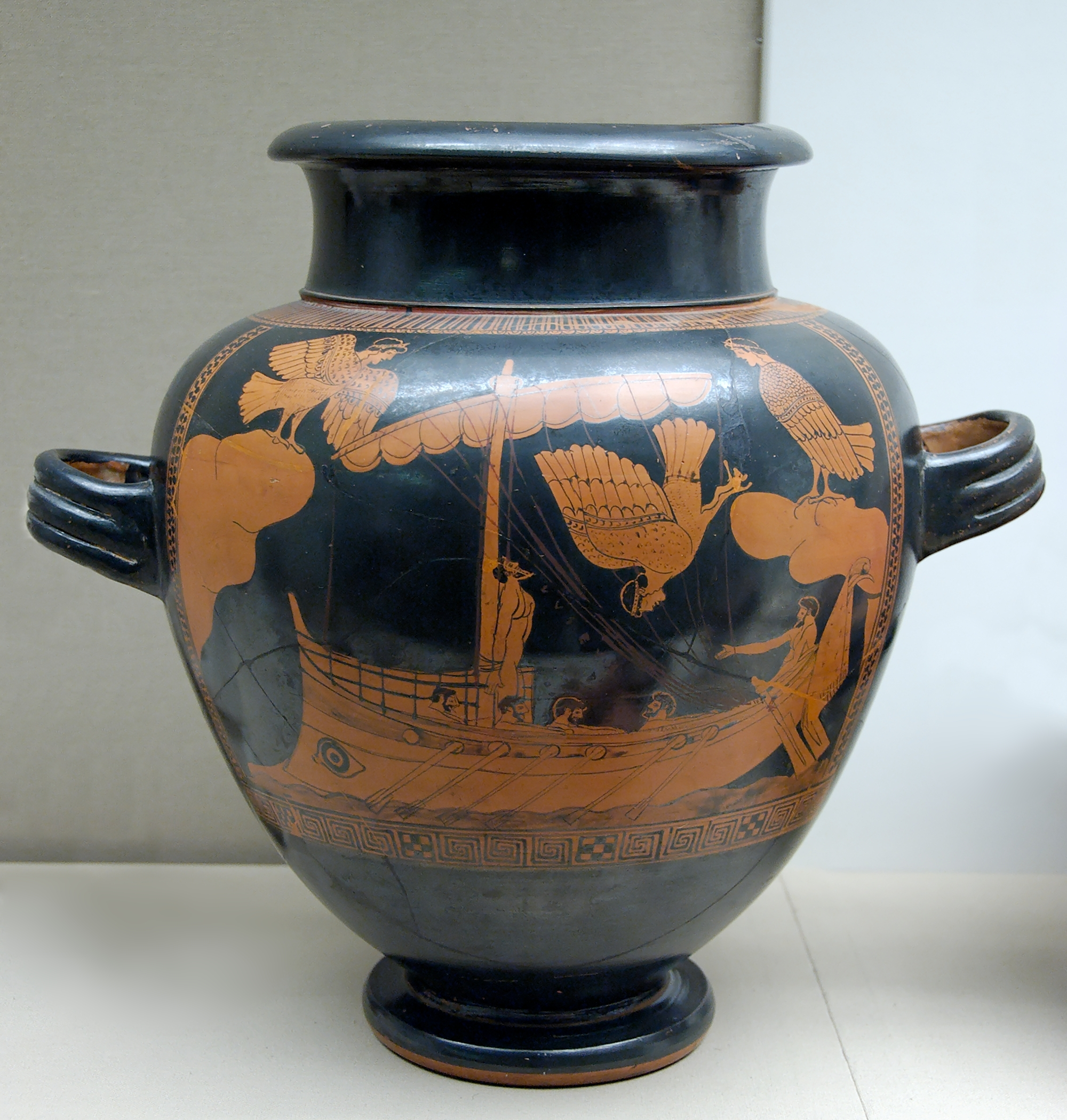
Давньогрецька ваза 5 століття до н. е. з Британського музею з ілюстрацією Одіссея і сирен

На картині зображена сцена з давньогрецького епосу «Одіссея» Гомера, в якій демонічні істоти сирени намагаються своєю чарівною піснею заманити головного героя Одіссея і його команду. За поемою Гомера, команда Одіссея закрила вуха, щоб не чути співу сирен. Проте Одіссей бажав почути їх спів і наказав прив'язати його до щогли. Хитромудрий Одіссей міг мати задоволення слухати дивний спів, не ризикуючи собою .
Напівптахи можуть літати, можуть навіть перелетіти на корабель і співати там. Але вони не можуть ні розв'язати Одіссея, ні розкрити вуха гребців, ні перешкодити монотонного руху корабля. Попереду — вузький прохід між двома величезними скелями, за яким — спокійне море, сирени далі не полетять. Одіссей не просто прив'язаний до щогли, він слухає і намагається звільнитися. Веслярі — не просто гребуть, вони бачать сирен і не знають, чого від них можна очікувати.
На пізнішій картині (бл. 1900) Вотергаус використовував більш традиційний образ сирени.
Картина була вперше виставлена в 1891 році в Королівській академії в Лондоні і отримала визнання критиків за творче і романтичне висвітлення теми. У червні того ж року сер Губерт фон Геркомер купив цю роботу для Національної галереї Вікторії.

## Історія
Картина була вперше виставлена в 1891 році в Королівській академії в Лондоні і отримала визнання критиків за творче і романтичне висвітлення теми. У червні того ж року сер Губерт фон Геркомер купив цю роботу для Національної галереї Вікторії.